# Jean-François de La Harpe
Jean-François de La Harpe (Párizs, 1739. november 20. – Párizs, 1803. február 11.) francia költő, drámaíró, kritikus és akadémikus. 

## Élete
Számos verses levelet adott már ki, de nevét csak a Warwick című tragédiája tette ismertté. Bár a többi drámája mind megbukott, híre mégis emelkedett, különösen a művészies Éloges című dicsérő iratai miatt, amelyekben szellemesen magasztalja François Fénelon, Jean Racine, Voltaire és IV. Henrik érdemeit. De gőgös és elbizakodott magatartása sok ellenséget szerzett neki, s amikor a Francia Akadémia 1776-ban felvette tagjai közé, egymást érték az ellene intézett heves támadások és szatirikus epigrammák. 
Hírneve akkor ért tetőpontjára, amikor az újonnan alapított líceumban irodalomtörténetből tartott előadásokat (1786–1798), és támadta az enciklopédistákat. Felolvasásait a legelőkelőbb párizsi közönség hallgatta. La Harpe kezdetben rajongó köztársaságpárti volt, jakobinus sipkában járt előadásaira. De amikor 1794-ben öt évi börtönre ítélték, halálos ellensége lett a forradalomnak, és ismét a királypártiakhoz szegődött. 
Leghíresebb munkája: Lycée ou cours de littérature (új kiad. Párizs, 1840) elénk tárja írójának fényoldalait és hiányosságait. Személyeskedő, heves kritikája (Correspondance lit., adressée au grand-duc de Russie) nagy botrányt keltett. Műveinek válogatott kiadása (Oeuvres choisies et posthumes) Párizsban jelent meg 1806-ban.